# حیالین الغاب
حیالین الغاب (به عربی: حیالین الغاب) یک روستا در سوریه است که در السقیلبیه واقع شده‌است. حیالین الغاب ۳٬۹۱۳ نفر جمعیت دارد.